# Електромагнетизам
Електромагнетизам je област физике која проучава електричне и магнетне појаве у природи. Реч електромагнетизам је сложеница настала од две грчке речи, ἢλεκτρον, ēлектрон, што значи "ћилибар" и μαγνήτης, магнēтēс, што значи "магнет". Електромагнетизам повезује електростатику (област која проучава само ефекте наелектрисаних честица које мирују) и магнетизма (који проучава само магнетне ефекте), у заједничку област која обухвата и интеракције између електричних и магнетних поља. Поља код којих се у исто време разматрају њихове електричне и магнетне особине називају се електромагнетна поља, а сила којом она делују је електромагнетна сила.
Електромагнетизам има кључну улогу за изглед материје како је срећемо у свакодневном животу. Електрони се распоређују око атомског језгра на основу електромагнетних интеракција и тиме граде атоме који потом формирају молекуле. Молекули су међусобно повезани хемијским везама које су одређене електромагнетним особинама самих молекула.
Електромагнетна интеракција једна је од четири основне интеракције у природи, док су остале три су јака интеракција, слаба интеракција и гравитација. Као и гравитација, електромагнетна интеракција исто има дугодометне ефекте које видимо у електромагнетним појавама у свакодневном животу.
Постоје разни математички описи електромагнетног поља. У класичној електродинамици, електромагнетна поља су описана Максвеловим једначинама. Максвелове једначине повезују ефекте електричних и магнетних поља и дејства једних на друге. Максвелове једначине обухватају историјски раније познате законе, Гаусов закон, Амперов закон и Фарадејев закон.
Теоретски домашаји електромагнетизма, а посебно дефинисање брзине светлости засноване на основу њених особина при пропагирању кроз материју (пермеабилност и пермитивност), су довела до развоја специјалне теорије релативности коју је формулисао Алберт Ајнштајн 1905. године.

## Историја теорије
Првобитно, електрицитет и магнетизам су сматрани двема различитим силама све до објављивања публикације Џејмса Кларка Максвела Расправа о електрицитету и магнетизму 1873. године у којој је доказано да међусобно деловање позитивних и негативних наелектрисања регулише једна сила. Постоје четири главна исхода који произилазе из ових интеракција, а сваки од њих је јасно доказан експериментима:
1. Наелектрисане честице привлаче или одбијају једна другу силом која је обрнуто сразмерна квадрату растојања између њих: различита наелектрисања се привлаче, а иста се одбијају.

1. Магнетни полови (илити стање поларизације појединачних тачака) се привлаче или одбијају на сличан начин и увек иду у пару: сваки северни пол је спојен са јужним.

1. Електрична струја у проводнику ствара кружно магнетно поље око истог, а његов смер (у или супротно од смера казаљке на сату) зависи од струје.

1. Струја је побуђена у петљи проводника када се он помера ка или од магнетног поља односно када се магнет помера ка или од проводника, а смер струје зависи од тог кретања.

Док се припремао за вечерње предавање 21. априла 1820. Године Ханс Кристијан Ерстед је запазио нешто занимљиво. Док је постављао своје материјале, приметио је да је игла на компасу одступала од магнетног севера када год би укључио или искључио батеријску лампу коју је користио. Одступање га је убедило да магнетна поља зраче из свих страна жице која проводи електричну струју, баш као светлост и топлота и тиме је утврдио директну везу између наелектрисања и магнетизма.
У време свог открића Орстед није дао задовољавајуће објашњење ове појаве, а није ни покушао да прикаже феномен у оквирима математике. Међутим, три месеца касније он је почео подробнија истраживања. Убрзо након тога објавио је своја открића доказујући да електрична струја ствара магнетно поље док тече кроз проводник. У ЦГС систему јединица, јединица за магнетну индукцију је добила име по њему (оерстед) како би његов допринос у пољу електромагнетизма био обележен.
Његова открића довела су до интензивних истраживања електродинамике од стране научничког друштва. Она су утицала на француског физичара Андре-Мари Ампер да развија математичку формулу којом би дефинисао магнетне силе између проводника који преносе електричну струју. Орстедова открића такође представљају велики корак напред ка обједињеном илити јединственом поимању енергије.
Ово обједињавање, које је приметио Мајкл Фарадеј, наставио је Џејмс Кларк Максвел, а делимично су га реформулисали Оливер Хевисајд и Хајнрик Херц и оно представља једно од кључних достигнућа XIX века у области математичке физике. Његове последице су биле далекосежне, а једна од њих је била разумевање природе светлости. За разлику од онога што је предложено у електромагнетизму, светлост и други електромагнетски таласи су данас виђени као облик осцилујућих квантних поремећаја електромагнетног поља који се сами крећу и називају се фотони. Различите фреквенције осцилације су даље омогућиле настанак различитих облика електромагнетног зрачења, од радио таласа на најнижим фреквенцијама, па преко видљиве светлости на средњим, па до гама зрака на највишим фреквенцијама.
Орстед није био једини који је проучавао однос наелектрисања и магнетизма. 1802. Године, италијански правник Ђан Доменико Ромањози, скренуо је намагнетисану иглу електростатичким наелектрисањем. Заправо, галванска струја није постојала у инсталацији, те није постојао ни електромагнетизам. Извештај о открићу је објављен 1802. године, у италијанским новинама, али је умногоме био ниподаштаван од стране тадашњег друштва научника.

## Преглед
Електромагнетна сила је једна од четири познате основне силе. Остале три су:
- Слаба нуклеарна сила која се повезује са свим познатим честицама Стандардног модела и узрокује одређене облике радиоактивног распадања (ипак, у физици елементарних честица слаба интеракција је јединствен опис двеју од четири познатих основних интеракција у природи: слабу и електромагнетизам);
- Јака нуклеарна сила која везује кваркове како би они оформили нуклеоне и везује нуклеоне како би они оформили атомско језгро
- Гравитациона сила

Све друге силе (на пример трење) коначно произилазе из ових основних сила и моментума који ствара кретање честица.
Електромагнетна сила је одговорна за практично све феномене на нивоу вишем од атомског које срећемо у свакодневном животу, са изузетком гравитације. Грубо речено, све силе које учествују у међусобном деловању атома могу бити објашњене електромагнетном силом која делује на наелектрисана атомска језгра и електроне у и око атома заједно са тиме како ове честице преносе инерцију својим кретањем. Ово укључује силе које осећамо гурањем или вучом свакодневних материјалних предмета које потичу од међумолекулских сила између појединачних молекула у нашим телима и оних у предметима. Ово такође укључује и све облике хемијских феномена.
Неопходан део разумевања међуатомских и међумолекулских сила је ефективна сила коју ствара моментум кретања електрона и то што се електрони крећу између интереагујућих атома преносећи моментум са собом. Како група електрона постаје ограничена, њихов минимални моментум се обавезно повећава због Паулијевог принципа искључивања. Понашање материје на молекуларном нивоу, укључујући њену густину, је одређено односом електромагнетне силе и силе генерисане разменом моментума преношеног самим електронима.

## Класична електродинамика
Научник Вилијам Гилберт је у свом делу Магнет 1600. године изложио да су електрицитет и магнетизам, оба иначе способна да узрокују привлачење и одбијање предмета, различити утицаји. Морнари су приметили да удари грома ометају компасе, али веза између грома и електрицитета није потврђена све до експеримената Бенџамина Френклина 1752. године. Један од првих људи који су открили и објавили везу између вештачки створене струје и магнетизма је Ромањози који је 1802. приметио да повезивање проводника преко Волтиног стуба ремети иглу у компасу. Међутим, корист овог открића није била позната до 1820. године када је Орстед извео сличан експеримент. Орстедов рад је утицао на Ампера да овај начини теорију електромагнетизма која је поткрепљена математичком основом.
Теорија електромагнетизма, позната као класични електромагнетизам је развијена од стране мноштва физичара током XIX века, а кулминирала је у раду Џејмса Кларка Максвела који је ујединио претходна открића у једну теорију и који је открио електромагнетну природу светлости. У класичном електромагнетизму, електромагнетно поље је одређено низом једначина знаним као Максвелове једначине, а електромагнетска сила Законом Лоренцове силе. 
Једна од особина класичног електромагнетизма је то што ју је тешко ускладити са класичном механиком, док је са специјалном релативношћу у потпуном складу. Према Максвеловим једначинама, брзина светлости у вакууму је универзална константа и зависи искључиво од магнетне пермитивности и магнетне пермеабилности празног простора. Ово се коси са Галилејевом релативности - вишевековним темељем класичне механике. Један начин усклађивања две теорије (електромагнетизма и класичне механике) је претпостављање постојања етра кроз који се светлост преноси. Међутим, накнадни експерименти нису успели да открију присуство етра. Након значајних доприноса Хендрика Лоренца и Анрија Поенкареа 1905. године, Алберт Ајнштајн је решио проблем са увођењем специјалне релативности која замењује класичну кинематику новом теоријом кинематике која је усклађена са класичним електромагнетизмом.
Уз то теорија релативности приказује да се у покретним оквирима координатног система магнетно поље трансформише у поље са електричном компонентом која није нула и обрнуто; на тај начин јасно показује да постоје две стране исте медаље па самим тим и термина електромагнетизма.

## Фотоелектрични ефекат
У другом раду објављеном исте године, Алберт Ајнштајн је уздрмао темеље класичног електромагнетизма. У својој теорији фотоелектричног ефекта (за коју је добио Нобелову награду за физику), инспирисан квантима Макса Планка, он је претпоставио да би светлост могла да постоји у одвојеним честичним облицима који су касније названи фотонима. Ајнштајнова теорија фотоелектричног ефекта допринела је новим увидима у решење Ултраљубичасте катастрофе коју је описао Макса Планка 1900. године. У свом раду, Планк је показао да врели предмети емитују електромагнетно зрачење у малим пакетима (квантима), што наводи на одређену укупну енергију коју зовемо зрачењем апсолутно црног тела. Оба ова резултата су била у потпуној супротности са класичним поимањем светлости као континуалног таласа. Планкове и Ајнштајнове теорије су биле почеци квантне механике која је, када је формулисана 1925, изискивала проналазак квантне теорије електромагнетизма. Ова теорија, знана као квантна електродинамика (QЕД), завршена између 1940-их и 1950-их и, у ситуацијама где је теорија пертурбације примењива, је једна од најтачнијих теорија у физици.

## Величине и јединице
Електромагнетне јединице су део система електричних ознака првенствено заснованих на магнетним својствима електричних струја чија је основна СИ јединица ампер. Јединице су:
- ампер (електрична струја)
- кулон (наелектрисање)
- фарад (капацитет)
- хенри (индуктивност)
- ом (отпор)
- тесла (густина магнетног флукса)
- волт (напон)
- ват (снага)
- вебер (магнетни флукс)

У електромагнетном ЦГС систему, електрична струја је основна величина дефинисана Амперовим законом и узима пермеабилност као немериву количину (релативна пермеабилност) чија је вредност у вакууму једнака јединици. Као последица тога, квадрирана брзина светлости се чини експлицитном у неким једначинама у којима се представља међусобни однос величина у овом систему.
| Међународни систем јединица електромагнетских јединица | Међународни систем јединица електромагнетских јединица | Међународни систем јединица електромагнетских јединица | Међународни систем јединица електромагнетских јединица | Међународни систем јединица електромагнетских јединица |
| Симбол                                                 | Назив                                                  | Изведене јединице                                      | Јединица                                               | Јединица мере                                          |
| ------------------------------------------------------ | ------------------------------------------------------ | ------------------------------------------------------ | ------------------------------------------------------ | ------------------------------------------------------ |
| I                                                      | електрична струја                                      | amper (SI основна јединца)                             | A                                                      | A (= W/V = C/s)                                        |
| Q                                                      | наелектрисање                                          | кулон                                                  | C                                                      | A⋅s                                                    |
| U, ΔV, Δφ; E                                           | Електрични напон; електромоторна сила                  | волт                                                   | V                                                      | kg⋅m²⋅s−3⋅A−1 (= J/C)                                  |
| R; Z; X                                                | Електрични отпор; импеданса; реактанса                 | ом                                                     | Ω                                                      | kg⋅m²⋅s−3⋅A−2 (= V/A)                                  |
| ρ                                                      | отпорност                                              | ом метар                                               | Ω⋅m                                                    | kg⋅m3⋅s−3⋅A−2                                          |
| P                                                      | Електрична струја                                      | Ват                                                    | W                                                      | kg⋅m²⋅s−3 (= V⋅A)                                      |
| C                                                      | Капацитивност                                          | Фарад                                                  | F                                                      | kg−1⋅m−2⋅s4⋅A2 (= C/V)                                 |
| E                                                      | Снага електричног поља                                 | Волт метар                                             | V/m                                                    | kg⋅m⋅s−3⋅A−1 (= N/C)                                   |
| D                                                      | Електрична индукција                                   | Кулон по метру квадратном                              | C/m²                                                   | A⋅s⋅m−2                                                |
| ε                                                      | Диелектрична константа                                 | Фарад метар                                            | F/m                                                    | kg−1⋅m−3⋅s4⋅A2                                         |
| χe                                                     | Електрична осетљивост                                  | (Бездимензионална)                                     | –                                                      | –                                                      |
| G; Y; B                                                | кондуктанса; адмитанса; сусцептанса                    | сименс                                                 | S                                                      | kg−1⋅m−2⋅s3⋅A2 (= Ω−1)                                 |
| κ, γ, σ                                                | проводљивост                                           | сименс метар                                           | S/m                                                    | kg−1⋅m−3⋅s3⋅A2                                         |
| B                                                      | густина магнетског флукса, магнетска индукција         | тесла                                                  | T                                                      | kg⋅s−2⋅A−1 (= Wb/m² = N⋅A−1⋅m−1)                       |
| Φ                                                      | Магнетски флукс                                        | вебер                                                  | Wb                                                     | kg⋅m²⋅s−2⋅A−1 (= V⋅s)                                  |
| H                                                      | Јачина магнетног поља                                  | Ампер по метру                                         | A/m                                                    | A⋅m−1                                                  |
| L, M                                                   | Индуктанса                                             | хенри                                                  | H                                                      | kg⋅m²⋅s−2⋅A−2 (= Wb/A = V⋅s/A)                         |
| μ                                                      | пермеабилност                                          | хенрија по метру                                       | H/m                                                    | kg⋅m⋅s−2⋅A−2                                           |
| χ                                                      | Магнетска сусцептанса                                  | (бездимензионална)                                     | –                                                      | –                                                      |

## Електромагнетски феномен
Са изузетком гравитације, електромагнетски феномен је дефинисан Квантна квантном електродинамиком (која укључује електродинамику као ограничавајући фактор), узрок је скоро свих физичких појава које људска чула могу да препознају без додатних помагала, укључујући ту светлост и друга електромагнетска зрачења, целокупну хемију, већину механике (осим гравитације) и, наравно магнетизам и електрицитет. Магнетни једнополи и (и Жилбертови диполи)
нису стриктно електромагнетне појаве, пошто се магнетна поља у стандардном електромагнетизму не стварају правим магнетним наелектрисањем већ струјама.
Међутим постоје аналогне кондензоване материје магнетних монопола међу егзотичним материјалима (спиновани лед) створеним у лабораторији.

## Електромагнетна индукција
Електромагнетна индукција је индукција електромоторне силе у колу променом магнетног флукса који је повезан са колом. Ова појава је првобитно истраживана између 1830. и 1831. године од стране Џосефа Хенрија и Мајкла Фарадеја који су открили да када се магнетно поље око електромагнета повећава и смањује, електрична струја се појављује у оближњем проводнику. Струја такође може бити побуђена константним померањем магнета и унутар и ван намотаја жице или померање проводника близу сталног магнета. Индукована електромоторна сила је сразмерна учесталости промене магнетног флукса који пресеца коло.